# 東京都道118号調布経堂停車場線
東京都道118号調布経堂停車場線（とうきょうとどう118ごう ちょうふきょうどうていしゃじょうせん）とは調布市仙川二丁目交差点と世田谷区の小田急線経堂駅前を結ぶ一般都道である。

## 路線状況

### 重複区間
- 東京都道114号武蔵野狛江線：仙川二丁目交差点 - 桐朋学園前交差点

### 特徴
- 榎交差点付近 - 千歳台交差点 - 八幡山一丁目交差点以外狭隘
- 八幡山一丁目から経堂駅まで一方通行、自動車は赤堤経由（赤堤通り）

2023年4月25日には補助第54号として整備していた区間が開通した。

## 地理

### 通過する自治体
- 東京都
  - 調布市 - 世田谷区

### 接続する道路
- 国道20号（甲州街道）「仙川二丁目交差点」
- 東京都道114号武蔵野狛江線「桐朋学園前交差点」
- 東京都道311号環状八号線「千歳台交差点」
- 東京都道428号高円寺砧浄水場線（荒玉水道道路）
- 東京都道423号渋谷経堂線「経堂駅前」

## 歴史
現在の渋谷区の道玄坂上から調布市仙川町二丁目の甲州街道上にある滝坂を結んでいた滝坂道の西半分に相当する。東半分については概ね東京都道423号渋谷経堂線に相当する。